# Hudson Valley

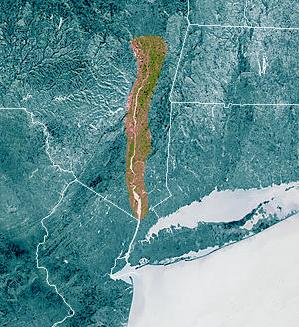
Satellitbild med Hudson Valley markerat.

Hudson Valley är området utmed Hudsonfloden i staten New York. Här skedde många av de tidiga europeiska bosättningarna i nordöstra USA, och området var strategiskt viktigt under de amerikanska kolonialkrigen. Numera består områdets södra del främst av förorter till New York.